# 最動聽的Beyond

《最動聽的Beyond》是beyond2004年的精選集。

## 曲目
1. 遙望
2. 長城
3. 情人
4. 海闊天空
5. 我是憤怒
6. 爸爸媽媽
7. 和平與愛
8. 命運是你家
9. 全是愛
10. 狂人山莊
11. 妄想
12. 農民
13. 不可一世
14. 無盡空虛
15. 快樂王國
16. 早班火車
17. 無語問蒼天
18. 繼續沉醉
19. 半斤八兩
20. 點解點解
21. 為了你為了我
22. 完全地愛吧
23. Bye-Bye
24. 溫暖的家鄉
25. 厭倦寂寞
26. 無無謂
27. 走不開的快樂
28. 可否衝破
29. 長城(Live Verion)
30. The Wall長城(日本版)